# Laleu (Orne)
Laleu é uma comuna francesa na região administrativa da Normandia, no departamento Orne. Estende-se por uma área de 11,28 km². Em 2010 a comuna tinha 365 habitantes (densidade: 32,4 hab./km²).